# Edifici d'habitatges a la rambla de les Davallades, 10 (Vic)
L'Edifici d'habitatges a la rambla de les Davallades, 10 és una obra eclèctica de Vic (Osona) protegida com a Bé Cultural d'Interès Local.

## Descripció
Edifici entre mitgeres, que consta d'una planta baixa, dos pisos superiors i golfes. Les obertures es distribueixen simètricament en quatre eixos verticals i mantenen una gradació de proporcions de alçada. La planta baixa, tractada com a basament amb un encoixinat corregut, s'hi obren quatre portals de llinda plana amb modillons als angles superiors. Les obertures de les dues plantes superiors són balcons volats amb baranes de ferro forjat. Una fina cornisa separa el segon pis de les golfes, on es troben quatre finestres rectangulars, emmarcades per una senzilla motllura, acabada amb frontó triangular. L'edifici acaba coronat per una cornisa amb permòdols.